# Jeseter hladký
Jeseter hladký (Acipenser nudiventris) je všežravá dravá ryba z čeledi jeseterovitých, která se dožívá věku až 50 let. V průměru dorůstá velikosti mezi 80 až 160 cm, ale jsou známé výskyty jedinců o velikosti až 250 cm. Jedná se o druh, který obývá řeky východní Evropy, ale ve vzácných případech se vyskytuje i v Dunaji.